# Lothar Ulsass
Lothar Ulsass, född 9 september 1940 i Hannover, död 18 juni 1999 i Wien, tysk fotbollsspelare (anfallare). Ulsass spelade under nio säsonger i Bundesliga för Eintracht Braunschweig. 1967 blev han tysk mästare. Han spelade 10 landskamper för Västtyskland (8 mål) 1965-1969. Han spelade senare för Wiener SC. 